# Platypalpus styloformis
Platypalpus styloformis är en tvåvingeart som beskrevs av Weber 1972. Platypalpus styloformis ingår i släktet Platypalpus och familjen puckeldansflugor. Inga underarter finns listade i Catalogue of Life.